# Belleau, Aisne
Belleau är en kommun i departementet Aisne i regionen Hauts-de-France i norra Frankrike. Kommunen ligger  i kantonen Château-Thierry som ligger i arrondissementet Château-Thierry. År 2022 hade Belleau 133 invånare.

## Befolkningsutveckling
Antalet invånare i kommunen Belleau
Referens: INSEE